# ウィリアム・ストット
ウィリアム・ストット（William Stott、1857年11月20日 - 1900年2月25日）はイギリスの画家である。

## 略歴
イングランド北西部、グレーター・マンチェスターのオールダムに紡績工場の所有者の息子に生まれた。オールダムの美術学校、マンチェスターの美術学校で学んだ後、1878年にパリに移り、エコール・デ・ボザールでジャン＝レオン・ジェロームに学んだ。芸術家、特に英語圏出身の芸術家も多く集まったセーヌ＝エ＝マルヌ県の芸術家村、グレ＝シュル＝ロワンに滞在し、影響力のあるメンバーになり、アイルランド出身のフランク・オメーラらと親しくなった。1881年にサロン・ド・パリに出展し注目された。
イギリスに戻った後、イギリス画壇の中心人物になっていたジェームズ・マクニール・ホイッスラーの信奉者となり、親しくなったがストットの象徴的なスタイルのヌードの作品「ヴィーナスの誕生」(1887年)をめぐる出来事から疎遠になった。
1882年から同世代の画家のエドワード・ストットと区別するためもあって、「オーダムのストット(Stott of Oldham)」と作品の署名するようになった。1880年代に入って神話を題材にした作品も描くようになった。1889年にパリの画廊で最初の個展を開いた。
ロンドンからベルファストへの船旅の途中で急死した。42歳であった。